# Visconde de Paredes
Visconde de Paredes é um título nobiliárquico criado por D. Carlos I de Portugal, por Decreto de 2 de Junho de 1895, em favor de Joaquim Bernardo Mendes.
Titulares
1. Joaquim Bernardo Mendes, 1.º Visconde de Paredes.